# Richie Musaba
Richie Ephraim Musaba (Beuningen, 6 dicembre 2000) è un calciatore olandese, centrocampista del Levadia Tallinn.

## Biografia
Anche suo fratello gemello Anthony è un calciatore professionista.

## Carriera
Cresciuto nel settore giovanile del Vitesse, debutta fra i professionisti il 12 maggio 2019 in occasione dell'incontro di Eredivisie vinto 6-1 contro il De Graafschap dove realizza anche una delle reti della sua squadra.
Nel 2020 viene acquistato dal Fortuna Sittard che in vista della stagione 2020-2021 lo cede in prestito al Dordrecht per fare esperienza in Eerste Divisie.

## Statistiche
Statistiche aggiornate al 2 ottobre 2021.

### Presenze e reti nei club
| Stagione        | Squadra         | Campionato      | Campionato | Campionato | Coppe nazionali | Coppe nazionali | Coppe nazionali | Coppe continentali | Coppe continentali | Coppe continentali | Altre coppe | Altre coppe | Altre coppe | Totale | Totale | Totale |
| Stagione        | Squadra         | Comp            | Pres       | Reti       | Comp            | Pres            | Reti            | Comp               | Pres               | Reti               | Comp        | Pres        | Reti        | Pres   | Reti   |        |
| --------------- | --------------- | --------------- | ---------- | ---------- | --------------- | --------------- | --------------- | ------------------ | ------------------ | ------------------ | ----------- | ----------- | ----------- | ------ | ------ | ------ |
| 2016-2017       | Jong Vitesse    | 2D              | 1          | 0          |                 | -               | -               |                    | -                  | -                  |             | -           | -           | 1      | 0      |        |
| 2018-2019       | Jong Vitesse    | 2D              | 27         | 7          |                 | -               | -               |                    | -                  | -                  |             | -           | -           | 27     | 7      |        |
| 2018-2019       | Vitesse         | ED              | 1          | 1          | CO              | 0               | 0               |                    | -                  | -                  |             | -           | -           | 1      | 1      |        |
| 2020-2021       | Dordrecht       | 1D              | 36         | 6          | CO              | 1               | 0               |                    | -                  | -                  |             | -           | -           | 37     | 6      |        |
| 2021-2022       | Fortuna Sittard | ED              | 4          | 0          | CO              | 0               | 0               |                    | -                  | -                  |             | -           | -           | 4      | 0      |        |
| Totale carriera | Totale carriera | Totale carriera | 69         | 14         |                 | 1               | 0               |                    | -                  | -                  |             | -           | -           | 70     | 14     |        |

## Palmarès

### Club

#### Competizioni nazionali
- Coppa d'Estonia: 1

Levadia Tallinn: 2023-2024
- Campionato estone: 1

Levadia Tallinn: 2024
- Supercoppa d'Estonia: 1

Levadia Tallinn: 2025